# Premio Mundial de la Mujer
El Premio Mundial de la Mujer fue un galardón anual de los años 2000 que se creó en 2004, por la organización World Awards, para distinguir a las mujeres que influyeron en ámbitos como la sociedad o la política. Dejó de existir en 2009.

## Historia
World Awards fue una organización sin ánimo de lucro austriaca que creó el Premio Mundial en 2000 y había premiado solo a hombres. Bajo la dirección de Mijaíl Gorbachov, expresidente de la Unión Soviética, se buscó homenajear a las mujeres y eliminar las fuertes críticas de sexismo.
El galardón se otorgaba a las mujeres que han hecho importantes aportaciones y han dado el ejemplo trabajando por: la igualdad, la autodeterminación, la libertad y la justicia social. El esfuerzo de Gorbachov no fue popular, no premiándose en 2007 y en 2008 solo una categoría, sumado a las críticas y se decidió unificar en un solo galardón.
Se creó el premio Salvar el Mundo, pero éste se ganó rápidamente la reputación de servir a los intereses comerciales de los organizadores y patrocinadores. Sin más, la organización del evento decidió extinguirlo en noviembre de 2009.

## Ganadoras

### 2004

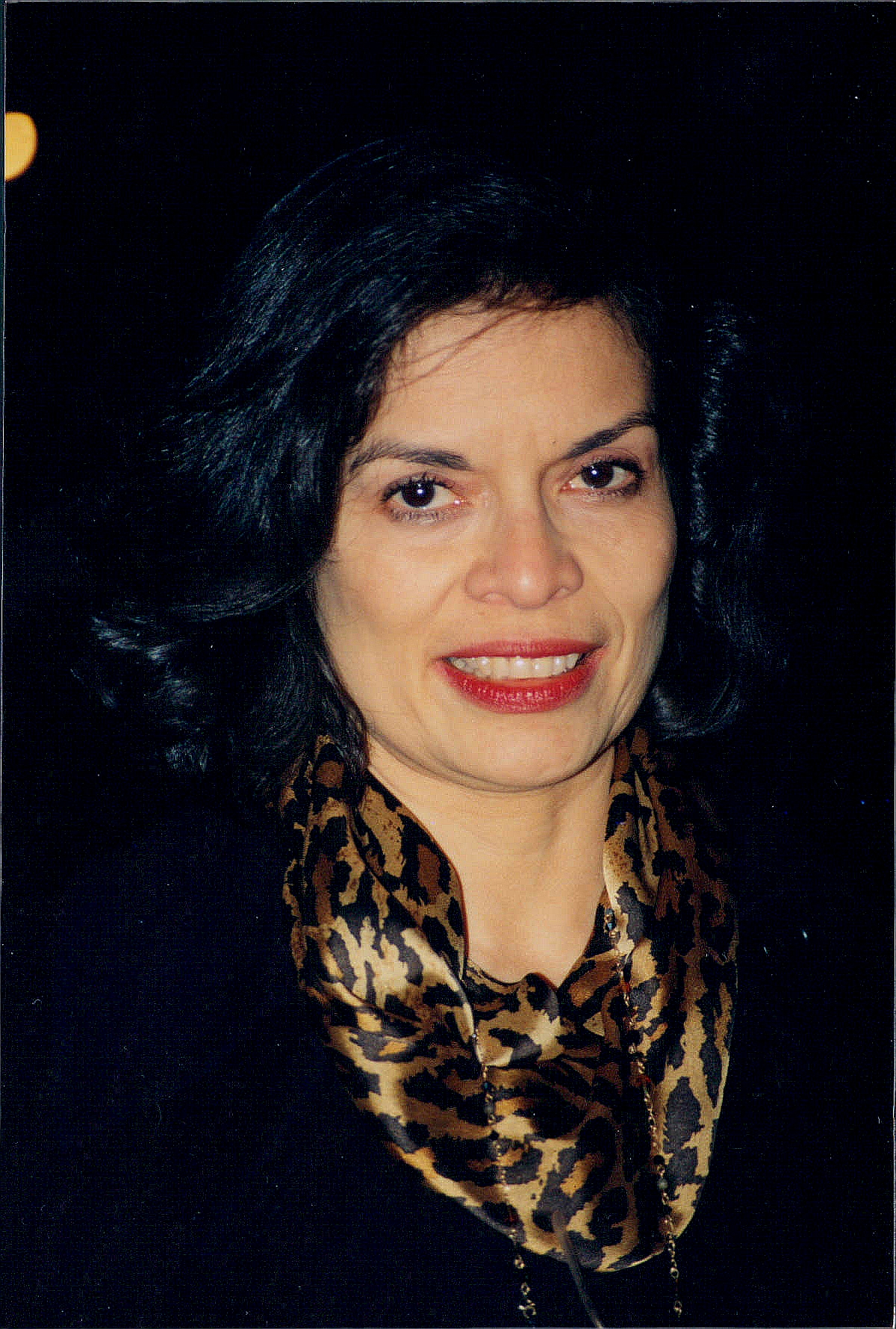
La activista nicaragüense Bianca Jagger.

Se celebró el 9 de junio de 2004 en Hamburgo, ciudad de Alemania y los premiadas fueron:
- Logro del Año: Bianca Jagger
- Mejor Actriz: Diane Kruger
- Trayectoria Artística: Whitney Houston y Dionne Warwick[2]
- Artista Mundial: Nena
- Artes: Cher
- Negocios: Katarina Witt
- Caridad: Ute-Henriette Ohoven
- Conexión: Valentina Tereixkova
- Entretenimiento: Oprah Winfrey
- Moda: Vivienne Westwood
- Ícono de la Moda: Naomi Campbell
- Medios: Christiane Amanpour
- Social: Waris Dirie
- Estilo: Nadja Auermann
- Tolerancia: Iris Berben
- Mujer del Año: Agnes Wessalowski

### 2005

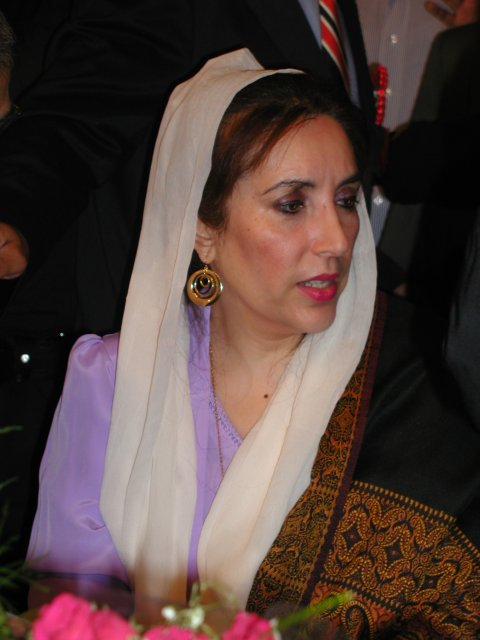
La política pakistaní Benazir Bhutto.

Se celebraron el 29 de noviembre de 2005 en la ciudad alemana de Leipzig y las distinguidas fueron:
- Logro Mundial: Alison Lapper
- Mejor Actriz: Teri Hatcher
- Trayectoria Artística: Catherine Deneuve
- Artes: Lisa Stansfield
- Moda: Donatella Versace
- Ícono de la Moda: Linda Evangelista
- Medios: Sabine Christiansen
- Social: Sarah Ferguson
- Tolerancia: Benazir Bhutto
- Mujer del Año: Margarete Gehring en representación de las 5.500 madres de SOS Children's Villages

### 2006

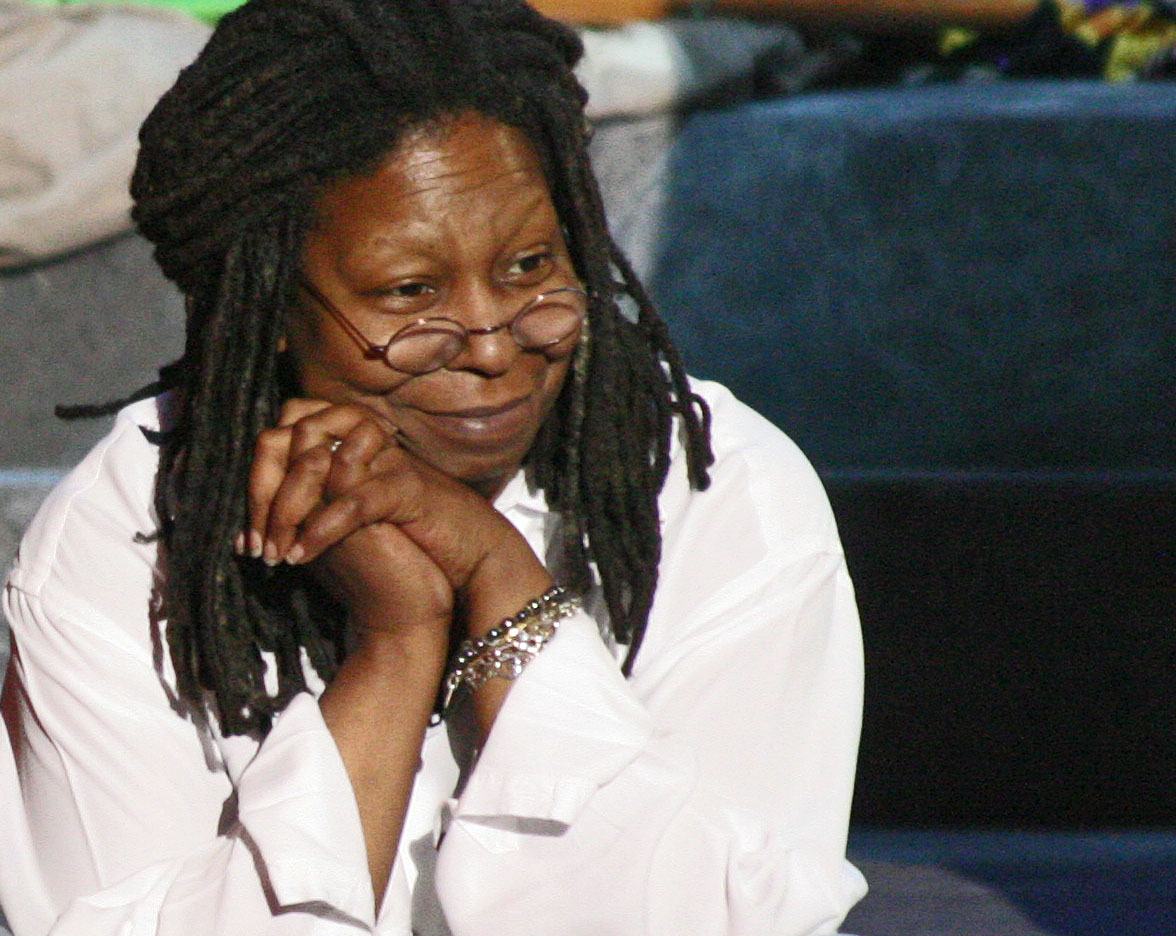
La artista afroestadounidense Whoopi Goldberg, Mejor Entretenimiento en 2006.

Celebrado el 14 de octubre de 2006 en Nueva York (Estados Unidos):
- Logro Mundial: Shana Dale
- Caridad: Sharon Stone
- Entretenimiento: Whoopi Goldberg
- Esperanza: Stella Deetjen
- Trayectoria: Susan Sarandon
- Social: Lucy Liu
- Estilo: Claudia Schiffer
- Tolerancia: Noor de Jordania
- Artista: Mary J. Blige
- Mujer del Año: Robin Herbert

### 2008

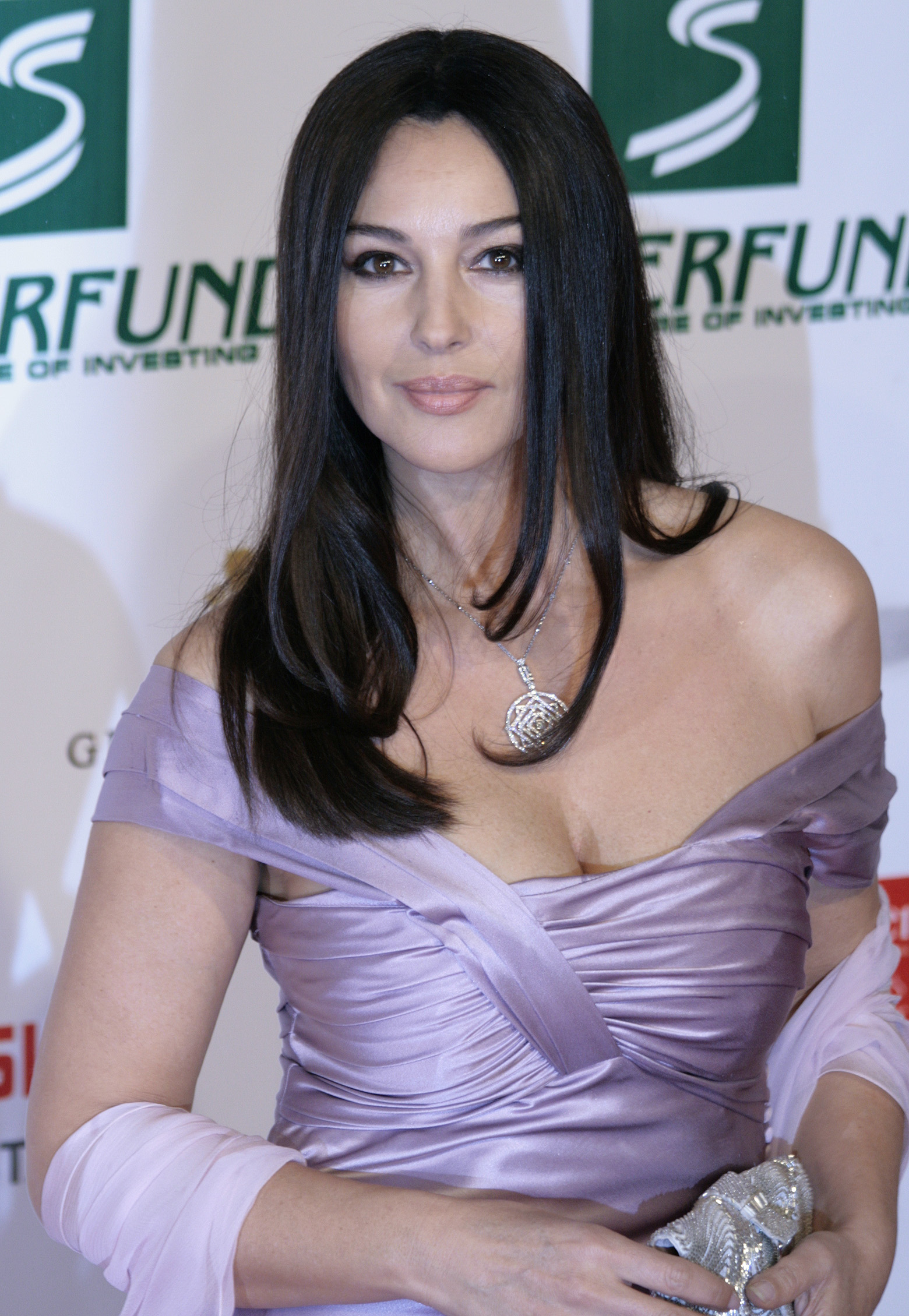
La modelo italiana Monica Bellucci.

Esta edición solo premió una categoría y se realizó en Londres, capital del Reino Unido.
- Mujer del Año: Íngrid Betancourt[7]

### 2009
Se celebró el 5 de marzo en Viena, capital de Austria y las galardonadas fueron:
- Logro Mundial: Betty Williams
- Mejor Actriz: Monica Bellucci
- Entretenimiento: Kelly Clarkson
- Esperanza: Nujood Ali
- Trayectoria: Marianne Faithfull
- Moda: Angela Missioni
- Negocios: Marilyn Carlson Nelson
- Artista: Anastacia
- Social: Esther Mujawayo